# Clasificación para la Eurocopa 1972

## Fase preliminar

### Grupo 1
| Pos. | Equipo         | Pts. | PJ | G | E | P | GF | GC | Dif. | Clasificación             |     | Bandera de Rumania | Bandera de Checoslovaquia | Bandera de Gales | Bandera de Finlandia |
| ---- | -------------- | ---- | -- | - | - | - | -- | -- | ---- | ------------------------- | --- | ------------------ | ------------------------- | ---------------- | -------------------- |
| 1    | Rumania        | 9    | 6  | 4 | 1 | 1 | 11 | 2  | +9   | Acceso a cuartos de final |     | —                  | 2–1                       | 2–0              | 3–0                  |
| 2    | Checoslovaquia | 9    | 6  | 4 | 1 | 1 | 11 | 4  | +7   |                           |     | 1–0                | —                         | 1–0              | 1–1                  |
| 3    | Gales          | 5    | 6  | 2 | 1 | 3 | 5  | 6  | −1   |                           | 0–0 | 1–3                | —                         | 3–0              |                      |
| 4    | Finlandia      | 1    | 6  | 0 | 1 | 5 | 1  | 16 | −15  |                           | 0–4 | 0–4                | 0–1                       | —                |                      |

 Fuente: UEFA

### Grupo 2
| Pos. | Equipo   | Pts. | PJ | G | E | P | GF | GC | Dif. | Clasificación             |     | Bandera de Hungría | Bandera de Bulgaria | Bandera de Francia | Bandera de Noruega |
| ---- | -------- | ---- | -- | - | - | - | -- | -- | ---- | ------------------------- | --- | ------------------ | ------------------- | ------------------ | ------------------ |
| 1    | Hungría  | 9    | 6  | 4 | 1 | 1 | 12 | 5  | +7   | Acceso a cuartos de final |     | —                  | 2–0                 | 1–1                | 4–0                |
| 2    | Bulgaria | 7    | 6  | 3 | 1 | 2 | 11 | 7  | +4   |                           |     | 3–0                | —                   | 2–1                | 1–1                |
| 3    | Francia  | 7    | 6  | 3 | 1 | 2 | 10 | 8  | +2   |                           | 0–2 | 2–1                | —                   | 3–1                |                    |
| 4    | Noruega  | 1    | 6  | 0 | 1 | 5 | 5  | 18 | −13  |                           | 1–3 | 1–4                | 1–3                 | —                  |                    |

 Fuente: UEFA

### Grupo 3
| Pos. | Equipo     | Pts. | PJ | G | E | P | GF | GC | Dif. | Clasificación             |     | Bandera de Inglaterra | Bandera de Suiza | Bandera de Grecia | Bandera de Malta |
| ---- | ---------- | ---- | -- | - | - | - | -- | -- | ---- | ------------------------- | --- | --------------------- | ---------------- | ----------------- | ---------------- |
| 1    | Inglaterra | 11   | 6  | 5 | 1 | 0 | 15 | 3  | +12  | Acceso a cuartos de final |     | —                     | 1–1              | 3–0               | 5–0              |
| 2    | Suiza      | 9    | 6  | 4 | 1 | 1 | 12 | 5  | +7   |                           |     | 0–3                   | —                | 1–0               | 5–0              |
| 3    | Grecia     | 3    | 6  | 1 | 1 | 4 | 3  | 8  | −5   |                           | 0–2 | 0–1                   | —                | 2–0               |                  |
| 4    | Malta      | 1    | 6  | 0 | 1 | 5 | 2  | 16 | −14  |                           | 0–1 | 1–2                   | 1–1              | —                 |                  |

 Fuente: UEFA

### Grupo 4
| Pos. | Equipo            | Pts. | PJ | G | E | P | GF | GC | Dif. | Clasificación             |     | Bandera de la Unión Soviética | Bandera de España | Bandera de Irlanda del Norte | Bandera de Chipre |
| ---- | ----------------- | ---- | -- | - | - | - | -- | -- | ---- | ------------------------- | --- | ----------------------------- | ----------------- | ---------------------------- | ----------------- |
| 1    | Unión Soviética   | 10   | 6  | 4 | 2 | 0 | 13 | 4  | +9   | Acceso a cuartos de final |     | —                             | 2–1               | 1–0                          | 6–1               |
| 2    | España            | 8    | 6  | 3 | 2 | 1 | 14 | 3  | +11  |                           |     | 0–0                           | —                 | 3–0                          | 7–0               |
| 3    | Irlanda del Norte | 6    | 6  | 2 | 2 | 2 | 10 | 6  | +4   |                           | 1–1 | 1–1                           | —                 | 5–0                          |                   |
| 4    | Chipre            | 0    | 6  | 0 | 0 | 6 | 2  | 26 | −24  |                           | 1–3 | 0–2                           | 0–3               | —                            |                   |

 Fuente: UEFA

### Grupo 5
| Pos. | Equipo    | Pts. | PJ | G | E | P | GF | GC | Dif. | Clasificación             |     | Bandera de Bélgica | Bandera de Portugal | Bandera de Escocia | Bandera de Dinamarca |
| ---- | --------- | ---- | -- | - | - | - | -- | -- | ---- | ------------------------- | --- | ------------------ | ------------------- | ------------------ | -------------------- |
| 1    | Bélgica   | 9    | 6  | 4 | 1 | 1 | 11 | 3  | +8   | Acceso a cuartos de final |     | —                  | 3–0                 | 3–0                | 2–0                  |
| 2    | Portugal  | 7    | 6  | 3 | 1 | 2 | 10 | 6  | +4   |                           |     | 1–1                | —                   | 2–0                | 5–0                  |
| 3    | Escocia   | 6    | 6  | 3 | 0 | 3 | 4  | 7  | −3   |                           | 1–0 | 2–1                | —                   | 1–0                |                      |
| 4    | Dinamarca | 2    | 6  | 1 | 0 | 5 | 2  | 11 | −9   |                           | 1–2 | 0–1                | 1–0                 | —                  |                      |

 Fuente: UEFA

### Grupo 6
| Pos. | Equipo  | Pts. | PJ | G | E | P | GF | GC | Dif. | Clasificación             |     | Bandera de Italia | Bandera de Austria | Bandera de Suecia | Bandera de Irlanda |
| ---- | ------- | ---- | -- | - | - | - | -- | -- | ---- | ------------------------- | --- | ----------------- | ------------------ | ----------------- | ------------------ |
| 1    | Italia  | 10   | 6  | 4 | 2 | 0 | 12 | 4  | +8   | Acceso a cuartos de final |     | —                 | 2–2                | 3–0               | 3–0                |
| 2    | Austria | 7    | 6  | 3 | 1 | 2 | 14 | 6  | +8   |                           |     | 1–2               | —                  | 1–0               | 6–0                |
| 3    | Suecia  | 6    | 6  | 2 | 2 | 2 | 3  | 5  | −2   |                           | 0–0 | 1–0               | —                  | 1–0               |                    |
| 4    | Irlanda | 1    | 6  | 0 | 1 | 5 | 3  | 17 | −14  |                           | 1–2 | 1–4               | 1–1                | —                 |                    |

 Fuente: UEFA

### Grupo 7
| Pos. | Equipo               | Pts. | PJ | G | E | P | GF | GC | Dif. | Clasificación             |     | Bandera de Yugoslavia | Bandera de los Países Bajos | Bandera de Alemania Oriental | Bandera de Luxemburgo |
| ---- | -------------------- | ---- | -- | - | - | - | -- | -- | ---- | ------------------------- | --- | --------------------- | --------------------------- | ---------------------------- | --------------------- |
| 1    | Yugoslavia           | 9    | 6  | 3 | 3 | 0 | 7  | 2  | +5   | Acceso a cuartos de final |     | —                     | 2–0                         | 0–0                          | 0–0                   |
| 2    | Países Bajos         | 7    | 6  | 3 | 1 | 2 | 18 | 6  | +12  |                           |     | 1–1                   | —                           | 3–2                          | 6–0                   |
| 3    | Alemania Democrática | 7    | 6  | 3 | 1 | 2 | 11 | 6  | +5   |                           | 1–2 | 1–0                   | —                           | 2–1                          |                       |
| 4    | Luxemburgo           | 1    | 6  | 0 | 1 | 5 | 1  | 23 | −22  |                           | 0–2 | 0–8                   | 0–5                         | —                            |                       |

 Fuente: UEFA

### Grupo 8
| Pos. | Equipo           | Pts. | PJ | G | E | P | GF | GC | Dif. | Clasificación             |     | Bandera de Alemania | Bandera de Polonia | Bandera de Turquía | Bandera de Albania |
| ---- | ---------------- | ---- | -- | - | - | - | -- | -- | ---- | ------------------------- | --- | ------------------- | ------------------ | ------------------ | ------------------ |
| 1    | Alemania Federal | 10   | 6  | 4 | 2 | 0 | 10 | 2  | +8   | Acceso a cuartos de final |     | —                   | 0–0                | 1–1                | 2–0                |
| 2    | Polonia          | 6    | 6  | 2 | 2 | 2 | 10 | 6  | +4   |                           |     | 1–3                 | —                  | 5–1                | 3–0                |
| 3    | Turquía          | 5    | 6  | 2 | 1 | 3 | 5  | 13 | −8   |                           | 0–3 | 1–0                 | —                  | 2–1                |                    |
| 4    | Albania          | 3    | 6  | 1 | 1 | 4 | 5  | 9  | −4   |                           | 0–1 | 1–1                 | 3–0                | —                  |                    |

 Fuente: UEFA

### Cuartos de final
| Equipo 1   | Agr. | Equipo 2         | Ida | Vuelta | Desempate |
| ---------- | ---- | ---------------- | --- | ------ | --------- |
| Inglaterra | 1–3  | Alemania Federal | 1–3 | 0–0    | –         |
| Italia     | 1–2  | Bélgica          | 0–0 | 1–2    | –         |
| Hungría    | 5–4  | Rumania          | 1–1 | 2–2    | 2–1       |
| Yugoslavia | 0–3  | Unión Soviética  | 0–0 | 0–3    | –         |

| 29 de abril de 1972, 19:45 | Inglaterra | 1:3 | Alemania Federal                        | Wembley Stadium, Londres                                            |                                                                     |
|                            | Lee 78'    |     | Hoeneß 26' Netzer (p) 85' G. Müller 88' | Asistencia: 96.800 espectadores Árbitro(s): Robert Héliès (Francia) | Asistencia: 96.800 espectadores Árbitro(s): Robert Héliès (Francia) |

| 13 de mayo de 1972, 16:00 | Alemania Federal | 0:0 | Inglaterra | Olympiastadion, Berlín                                                   |  |
|                           |                  |     |            | Asistencia: 76.122 espectadores Árbitro(s): Alastair Mackenzie (Escocia) |  |

| 29 de abril de 1972, 15:30 | Italia | 0:0 | Bélgica | Giuseppe Meazza, Milán                                                       |  |
|                            |        |     |         | Asistencia: 63.549 espectadores Árbitro(s): Peter Hristov Nikolov (Bulgaria) |  |

| 13 de mayo de 1972, 20:00 | Bélgica                    | 2:1 | Italia       | Estadio Emile Versé, Bruselas                                       |                                                                     |
|                           | van Moer 23' van Himst 72' |     | Riva (p) 85' | Asistencia: 26.561 espectadores Árbitro(s): Paul Schiller (Austria) | Asistencia: 26.561 espectadores Árbitro(s): Paul Schiller (Austria) |

| 29 de abril de 1972, 17:00 | Hungría         | 1:1 | Rumania       | Estadio Ferenc Puskás, Budapest                                              |                                                                              |
|                            | Branikovits 11' |     | Szathmari 55' | Asistencia: 68.585 espectadores Árbitro(s): David William Smith (Inglaterra) | Asistencia: 68.585 espectadores Árbitro(s): David William Smith (Inglaterra) |

| 14 de mayo de 1972, 17:00 | Rumania              | 2:2 | Hungría             | Estadio Lia Manoliu, Bucarest                                                       |                                                                                     |
|                           | Dobrin 14' Neagu 82' |     | Szöke 5' Kocsis 35' | Asistencia: 60.300 espectadores Árbitro(s): Kurt Tschenscher (Alemania Democrática) | Asistencia: 60.300 espectadores Árbitro(s): Kurt Tschenscher (Alemania Democrática) |

Partido de desempate (en terreno neutral)
| 17 de mayo de 1972, 20:00 | Hungría              | 2:1 | Rumania   | Partizan Stadium, Belgrado                                          |                                                                     |
|                           | Kocsis 27' Szöke 89' |     | Neagu 34' | Asistencia: 32.130 espectadores Árbitro(s): Christe Michas (Grecia) | Asistencia: 32.130 espectadores Árbitro(s): Christe Michas (Grecia) |

| 30 de abril de 1972, 16:00 | Yugoslavia | 0:0 | URSS | Crvena Zvezda Stadium, Belgrado                                     |  |
|                            |            |     |      | Asistencia: 58.312 espectadores Árbitro(s): Rudolf Scheurer (Suiza) |  |

| 13 de mayo de 1972, 17:00 | URSS                                          | 3:0 | Yugoslavia | Luzhniki Stadium, Moscú                                               |                                                                       |
|                           | Kolotow 53' Banischewski 74' Koninkewitch 90' |     |            | Asistencia: 90.300 espectadores Árbitro(s): Aurelio Angonese (Italia) | Asistencia: 90.300 espectadores Árbitro(s): Aurelio Angonese (Italia) |